# Крашенинінське сільське поселення
Крашени́нінське сільське поселення (рос. Крашенининское сельское поселение) — муніципальне утворення у складі Упоровського району Тюменської області, Росія.
Адміністративний центр — село Крашениніно.

## Населення
Населення — 350 осіб (2020; 369 у 2018, 407 у 2010, 421 у 2002).

## Склад
До складу поселення входять такі населені пункти:
| Населений пункт       | Населення, осіб (2002) | Населення, осіб (2010) |
| --------------------- | ---------------------- | ---------------------- |
| Крашениніно, село     | 342                    | 336                    |
| Пантелеєвка, присілок | 34                     | 39                     |
| Сукльом, присілок     | 45                     | 32                     |